# ポスト・ケインズ派経済学
ポスト・ケインズ派経済学（英: Post-Keynesian economics）とは、ジョン・メイナード・ケインズが著した『雇用・利子および貨幣の一般理論』をもとにして、ミハウ・カレツキ、ジョーン・ロビンソン、ニコラス・カルドア、アバ・ラーナー、ピエロ・スラッファなどの影響を受けて発展してきた経済学の学派である。

## 歴史
1970年代、先進工業諸国では高度経済成長が終焉を迎えると同時に、スタグフレーション、格差拡大、環境問題など、社会問題が深刻さを増していた。このような状況に対して、ジョーン・ロビンソンは「経済学の第二の危機」を宣言し、新古典派経済学を「似非ケインズ主義」(bastard Keynesianism) に他ならぬと糾弾し、ケインズ自身の洞察に改めて立ち返ることによって代替的な経済理論を構築することが急務であると訴えた。これを受けて、1970年代半ばに、経済学の革新を希求する若手経済学者が結集して、ロビンソンを盟主に仰ぐポスト・ケインズ派という新たな研究集団が誕生した。近年では、2007年のサブプライム危機を契機としてハイマン・ミンスキーの「金融不安定性仮説」が広く注目されたが、金融危機の理論と実証に関する研究は、現在のポスト・ケインズ派において最も重要な課題のひとつであった。比較的最近の派生理論として、現代貨幣理論（Modern Monetary Theory、新表券主義〈Neochartalism〉とも）がある。

## 特徴
マルク・ラヴォアはポスト・ケインズ派を含む非主流派経済学（異端派経済学）に共通する特徴として、
- 道具主義ではなく、現実主義にもとづく認識。仮説は現実と一致するべきである。
- 方法論的個人主義ではなく、有機体論（または全体論）によるアプローチ。フレデリク・プロン（fr:Frédéric Poulon）は例として、ミクロ経済への接続から自立したマクロ経済の可能性を主張し、単純な国民経済計算への考察ではなく、マクロ経済学自身の省察による分析領域を提唱している。
- 経済主体が「完全合理性」（仏: rationalité absolue）に基づく判断を行なうと考えるのではなく、個人や企業は「限定合理性」（英: bounded rationality, 仏: rationalité limitée）によることを前提とする。
- 経済における希少性の問題を重要なものとせず、代わりに生産、再生産、成長、流通の問題を分析の中心に置く。
- 新古典派が短期における不完全性や外部性の存在によって政府の介入を支持するものの、基本的に市場経済を信頼するのに対し、市場メカニズムの存在自体を疑問視する。よって市場は国家による様々な規制や介入がなされなければならない。

の5点を挙げており、さらに、ポスト・ケインズ派が異端派から区別される際の「本質的特徴」として、
- 有効需要原理 - 経済は短期的にも長期的にも需要によって決定され、供給が需要に応じて調整される。貯蓄を決定するのは常に投資であり、その逆ではない。
- 動学的歴史的時間 - 常にある均衡から別の均衡への移行過程を考慮せねばならない。この移行過程が、最終的な均衡そのものに影響を与える可能性がある。

の2点を挙げている。ただし、鍋島直樹（名古屋大学教授）は前掲のラヴォアによるポスト・ケインズ派の説明がカレツキ派に偏重していることを指摘している。鍋島はポスト・ケインズ派経済学者に共通する見解として、次の三点を挙げている。
- 経済は歴史的時間の中で進行する過程である。
- 不確実性に満ちた現実世界においては、経済活動に対する期待が重大な影響を及ぼす。
- 社会的諸制度が経済現象の成り行きを決める上で重要な役割を演じる。

## 三つの系統
ポスト・ケインズ派は上述の特徴においては見解が共通しているものの、決して一枚岩の集団ではなく、「ケインズ原理主義」、「カレツキ派」、「スラッファ派」という三つの異なるアプローチが存在する。

### ケインズ原理主義
ケインズ原理主義 (Fundamentalist Keynesian) とは、『一般理論』におけるケインズの立場を「新古典派経済学の理論や政策的含意だけでなく、その還元主義的方法をも否定していた」と解釈する、急進的なポスト・ケインズ派である。彼らは、ケインズが至る所で強調していた確率と不確実性の役割を重視しており、特にローソン、キャラベリ、フィッツギボンズ、オドンネルらの著作
をルーツとする1980年代中盤以降の新しい原理主義者は、『一般理論』第12章における不確実性の議論と『確率論』における哲学的思索との関係をめぐる、原典解釈に力点を置いている。

### カレツキ派
カレツキ派 (Kaleckian) とは、ミハウ・カレツキの経済理論から影響を受けたポスト・ケインズ派の一派である。カレツキの景気循環理論はケインズの『一般理論』に欠如していたミクロ経済学的基礎を備えていたため、1970年代を通じてポスト・ケインズ派経済学の出現を先導した。彼らは、階級間コンフリクトの作用に焦点を合わせ、不完全競争経済の下での価格形成と所得分配、および景気循環と経済成長の仕組みの解明を試みる。カレツキ派は、以下の3点において『一般理論』におけるケインズの立場と異なる。
- 景気循環の原因である投資の不安定について、ケインズが経済人の期待の主観的要素（アニマル・スピリット）を重要視したのに対し、カレツキは企業の確信は主に現在の利潤によって決定されるので彼らの主観的要素をこれ以上分析する必要はないとした。
- 流動性選好理論において、ケインズが貨幣に対する総需要および総供給を仮定したのに対し、カレツキは貨幣が経済システムにとって内生的であると考えた。
- ケインズが長期利子率を上回る投資の期待収益率の不安定性によって投資の不安定を説明したのに対し、カレツキは企業部門の内部流動性が利潤や外部金融の水準とともに変動することが投資の不安定性の原因であるとした（危険逓増の原理）。ミンスキーの「金融不安定性仮説」(Financial Instability Hypothesis) もこれを独自に発展させたものである。[10]

### スラッファ派
スラッファ派 (Sraffian) とは、ピエロ・スラッファの洞察に基づき、新古典派限界理論を代替しうる価格と分配の理論を構築しようと試みる、ポスト・ケインズ派の重要な一部門である。新リカード派 (Neo-Ricardian) とも言う。スラッファは、『商品による商品の生産』（1960年）において新古典派分配理論を資本理論の側面から批判した。彼らは『一般理論』の中に組み入れられたマーシャル的要素を放棄することによって、ケインズ派と主流派の同化を回避すべきと主張する。

## ポストケインズ派の経済学者
欧米
- ニコラス・カルドア
- ミハウ・カレツキ
- ピエロ・スラッファ
- ウィリアム・ヴィックリー
- ルイジ・パシネッティ
- ハイマン・ミンスキー
- ポール・デヴィッドソン
- エックハルト・ハイン
- ジョーン・ロビンソン

日本
- 渡辺良夫 (経済学者)
- 鍋島直樹 (経済学者)
- 服部茂幸